# Улица Достоевского (Санкт-Петербург)
Улица Достое́вского — улица в Центральном районе Санкт-Петербурга. Проходит от Кузнечного переулка до Социалистической улицы.

## История названия
В атласе Санкт-Петербурга от 1798 года и на плане Санкт-Петербурга от 1828 года обозначается как Гребецкая улица. На более поздних планах  Санкт-Петербурга уже называется Ямско́й улицей, так как в этом районе находилась Ямская слобода (см. также Ямской рынок на улице Марата), но в 1915 году улицу вновь переименовали. Ей было присвоено имя русского писателя Фёдора Михайловича Достоевского, который жил здесь с 1878 года до своих последних дней в доме 2 (с 1971 года там работает музей-квартира писателя).

## Объекты
На участке от Свечного переулка до Социалистической улицы часть Достоевского озеленена (вдоль чётных домов). Перед домом 15, построенным из белого силикатного кирпича (сейчас там филиал «Ростелекома»), разбит сквер.

## Интересные адреса
- Дом 1 — Кузнечный рынок.  7810519000
- Дом 2 — жилой дом, где находится Музей-квартира Достоевского.  памятник архитектуры
- Дом 5 — доходный дом. Архитектор П. Ю. Сюзор, 1895—1896.
- Дом 14 — особняк А. А. Храпковой. Архитектор К. И. Брандт, 1840. (Перестроен).
- Дом 27 — доходный дом. Архитектор П. Ю. Сюзор, 1881.
- Дом 28 — два жилых дома, в прошлом Доходный дом О. Головкиной (левая часть).  памятник архитектуры
- Дом 29, угол с Социалистической, 18 — доходный дом. Архитектор П. Ю. Сюзор, 1880.
- Дом 32 - доходный дом, в котором жил создатель телевизионной электронно-лучевой трубки физик Д. Л. Розинг
- Дом 36 — доходный дом Г. В. Барановского, построенный в 1897 году по собственному проекту архитектора[1].  памятник архитектуры
- Дом 38, литера А — дом архитектора Николая Никитича Никонова, 1894[2].
- Дома 38—44 — корпуса механического завода Зигеля (1888—1890, арх. И. С. Китнер; 1898—1902, арх. Р. А. Берзен)[3].  памятник архитектуры

## Транспорт
Ближайшая станция метро — «Владимирская».